# EUROSHORTS
EUROSHORTS to organizowany od 1992 roku w Warszawie przez Fundację Młodego Kina europejski festiwal filmów krótkometrażowych. Jako jedyny łączy produkcje niekomercyjne oraz twórczą reklamę. Corocznie wyświetlanych jest ponad 60 filmów z kilkunastu krajów świata. Walczą one o nagrodę w kategoriach: dokument, fabuła, animacja, film eksperymentalny. Prócz pokazu filmów konkursowych odbywa się także projekcja godzinnej taśmy "Amerykański Film Reklamowy", tj. najbardziej twórczych amerykańskich reklam włączonych do zbiorów Muzeum Sztuki Nowoczesnej w Nowym Jorku. Do festiwalowych aktywności należą także warsztaty operatorskie i montażowe.
Warszawska edycja EUROSHORTS rozpoczyna roczny cykl festiwalowy w kilkunastu miastach w Polsce, który kończy się w czerwcu każdego roku. 
W okresie 20 lat swego istnienia festiwal Euroshorts dotarł z krótkimi filmami
do ponad 50 polskich miast, zgromadził w salach kinowych prawie pół miliona widzów. Na festiwalu prezentowane były filmy młodych filmowców z niemal wszystkich krajów świata, a także retrospekcje
mistrzów, między innymi Petera Greenawaya, Romana Polańskiego czy Andrzeja Kondratiuka.
Laureatami nagród Euroshorts byli: Magdalena Piekorz, Doug Conant, Michał Marczak, Lucina Gil, Olivier Klein, Filip Marczewski, Mike Vass, Marcos Buccini i inni twórcy. Wielu z nich wspomina
Euroshorts jako ważny etap w swojej karierze.